# Бібрська міська територіальна громада
Бібрська міська громада — територіальна громада в Україні, у Львівському районі Львівської області. Адміністративний центр — місто Бібрка.
Площа громади — 433,9 км², населення — 16 911 мешканців (2020).Бібрська МОТГ межує на півночі з Давидівською СТГ,на сході з Перемишлянською МТГ,на північному заході з Солонківською СТГ Львівського району.На заході з Тростянецькою СТГ, та на півдні з Ходорівською МТГ Стрийського району.На південному сході з Рогатинською МТГ Івано-Франківської області

## Населені пункти
У складі громади 1 місто (Бібрка), 1 смт (Нові Стрілища) і 44 села:
- Баківці
- Бертишів
- Благодатівка
- Великі Глібовичі
- Вільховець
- Вілявче
- Волове
- Волощина
- Глібовичі
- Гончарів
- Грабник
- Задубина
- Закривець
- Квітневе
- Кнісело
- Кологори
- Копань
- Лани
- Лінія
- Лопушна
- Любешка
- Малі Ланки
- Мивсева
- Мостище
- Орішківці
- Підвисоке
- Підгородище
- Підмонастир
- Під'ярків
- П'ятничани
- Репехів
- Романів
- Свірж
- Селиська
- Сенів
- Серники
- Соколівка
- Старі Стрілища
- Стоки
- Стрілки
- Суходіл
- Трибоківці
- Ходорківці
- Шпильчина